# Limido Comasco
Limido Comasco is een gemeente in de Italiaanse provincie Como (regio Lombardije) en telt 2579 inwoners (31-12-2004). De oppervlakte bedraagt 4,5 km², de bevolkingsdichtheid is 566 inwoners per km².
De volgende frazioni maken deel uit van de gemeente: Cascina Restelli.

## Demografie
Limido Comasco telt ongeveer 984 huishoudens. Het aantal inwoners steeg in de periode 1991-2001 met 10,8% volgens cijfers uit de tienjaarlijkse volkstellingen van ISTAT.
| Jaar | Inwoneraantal |
| ---- | ------------- |
| 1991 | 2045          |
| 2001 | 2265          |

## Geografie
Limido Comasco grenst aan de volgende gemeenten: Cislago (VA), Fenegrò, Lurago Marinone, Mozzate, Turate.